# Nagyboldogasszony-székesegyház (Hermosillo)
A Nagyboldogasszony-székesegyház a mexikói Sonora állam fővárosának, Hermosillónak az egyik temploma, az Hermosillói főegyházmegye székesegyháza.

## Története
A Sonorai egyházmegyét 1779-ben hozta létre VI. Piusz pápa, ám ennek központja sokáig nem Hermosillóban volt, itt a 19. század elején csak egy plébániatemplom működött, amely 1876-ra elég rossz állapotba is került. 1883. május 24-én a Culiacáni egyházmegye levált a sonoraiból, így a megmaradó rész központja Hermosillóba került, ezért 1884-ben a templomot székesegyházi rangra emelték. Az új, mai templom építése 1887-ben kezdődött el, a munkálatoknak 1902-ig Herculano López de la Mora püspök Ángel María Barceló plébános segítségével adott lendületet. 1902-ben, amikor López de la Mora elhunyt, az épületnek még hiányzott a kupolája és a bal oldali tornya, de az új püspök, Ignacio Valdespino y Díaz érkezésével a munkálatok folytatódtak. A templom végül 1908-ra készült el teljesen, de már 1905. nagyszombatján (április 22-én) felszentelték. Ugyanekkor helyezték el benne azt a Szűz Máriát ábrázoló képet is, amelyet Barcelonából szállítottak Veracruz kikötőjébe, majd onnan hoztak Hermosillóba.
A korábbi, fából készült kupola helyett 1960 és 1963 között építettek egy újat, ezúttal vasbetonból. Erre az építkezésre is a hosszú ideig szolgáló Juan Navarrete y Guerrero püspök, majd érsek idején került sor. Őt 1982-es halála után ebben a székesegyházban helyezték örök nyugalomra, méghozzá a bal oldali oltárban.
2016 februárjában a 20. század elején fából készült bejárati ajtó nagy része megsemmisült vagy megrongálódott egy tűzben, amit valószínűleg szándékos gyújtogatás okozott.

## Leírás
A templom Hermosillo belvárosában, a Cerro de la Campana hegytől nyugatra, a Plaza Zaragoza tér nyugati oldalán áll. Stílusa eklektikus, keverednek benne a barokk és a neogótikus elemek. Főbejárata, amelyet korintoszi típusú oszlopok zárnak közre, 2,85 méter széles és 6 méter magas. A főhomlokzaton, amelynek szélén két torony emelkedik, több hasonló oszlop is megfigyelhető.

## Képek

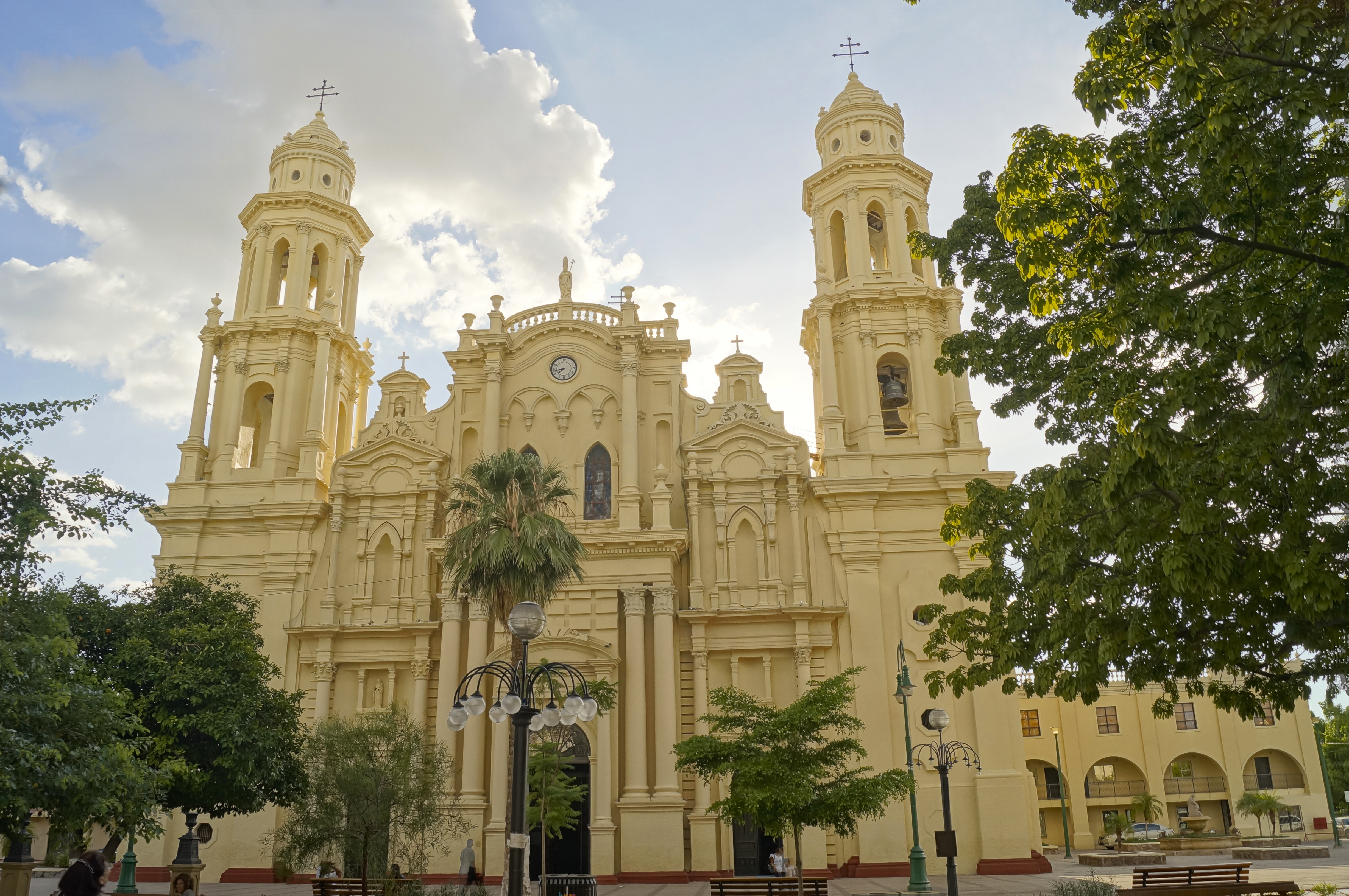
A főhomlokzat
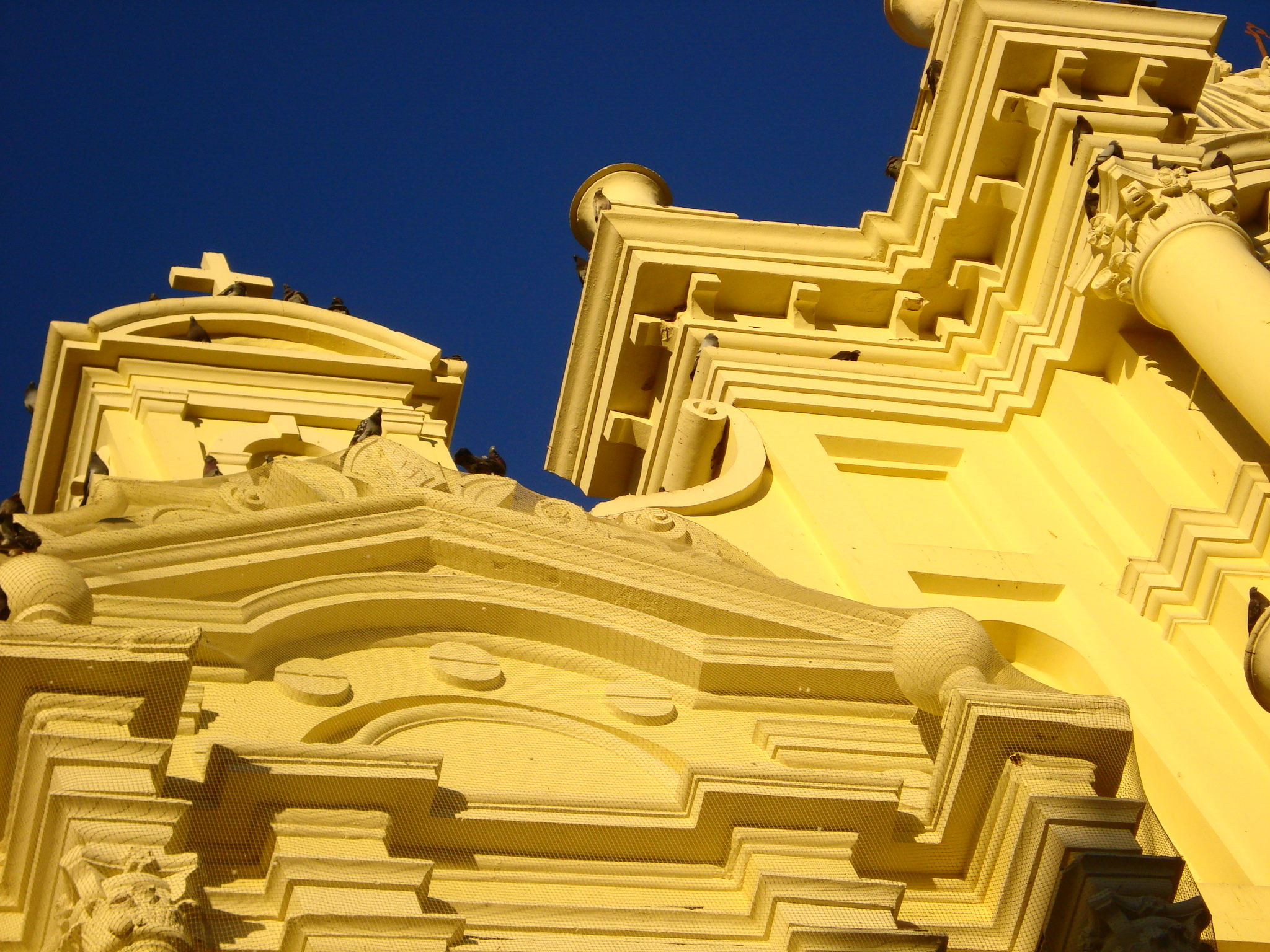
Részlet
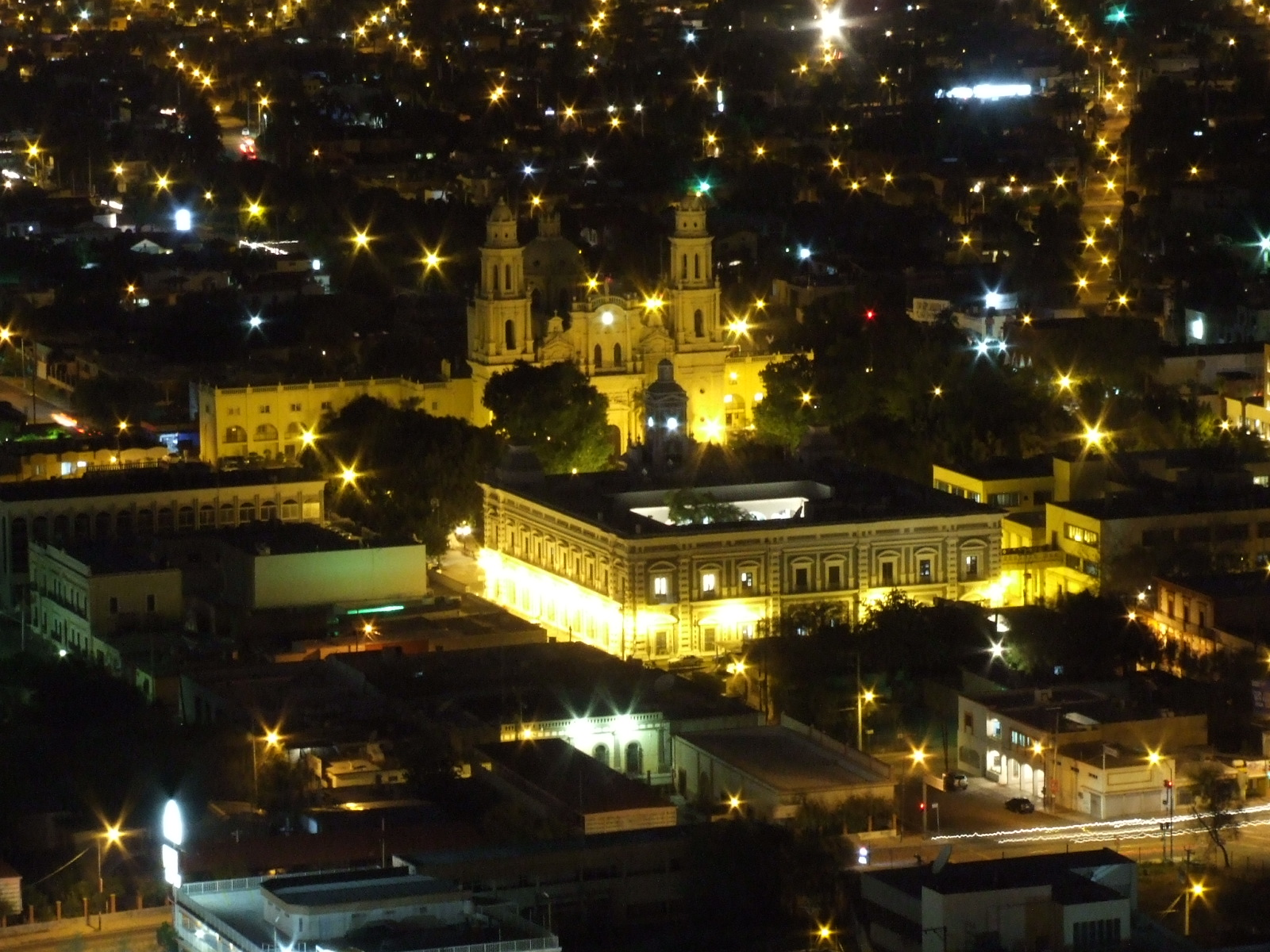
A Cerro de la Campana hegyről nézve
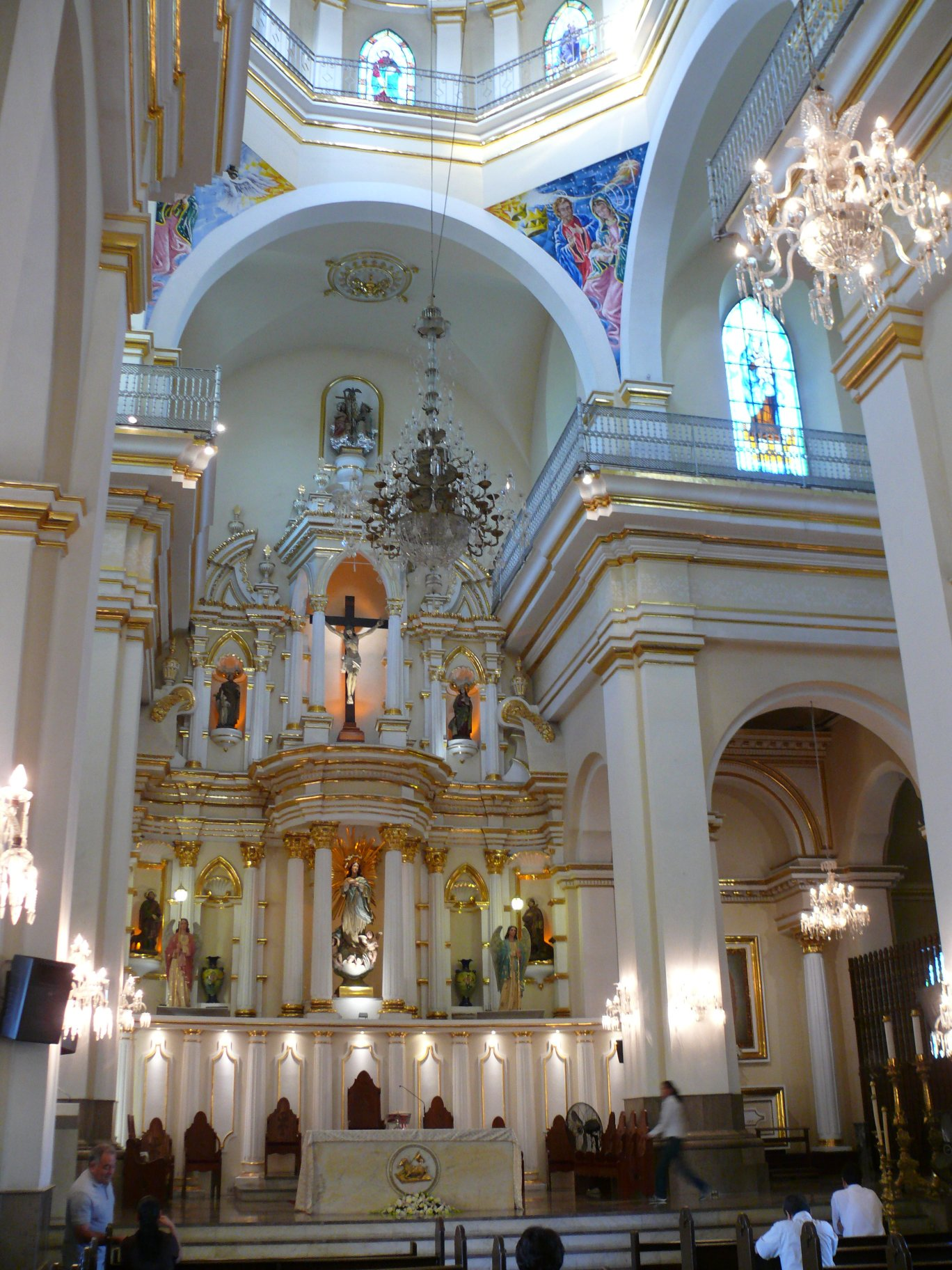
Belső
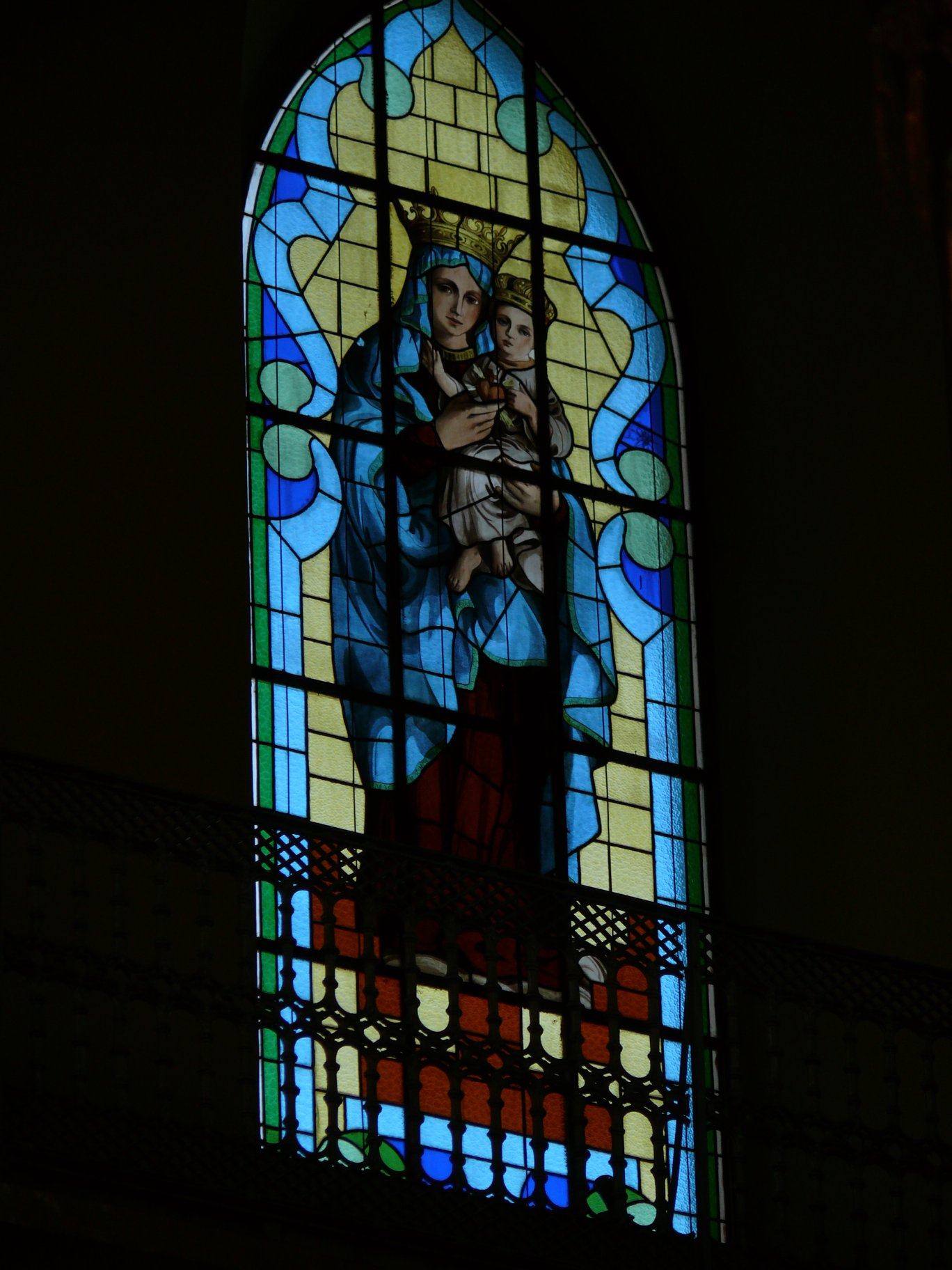
Színes üvegablak